# Carlon Jeffery
Carlon Jeffery, född 10 juli 1993 i Houston i Texas (uppvuxen i Cincinnati i Ohio), är en amerikansk skådespelare och rappare. Han är mest känd för att spela rollen som Cameron Parks (Chynas storebror) i Disney Channel-serien A.N.T. – Avancerad Ny Talang (engelska: A.N.T. Farm).
Jeffery har en dotter, Giselle Ariana (född 2017), tillsammans med Yaneris Mendiola. Han har också en tvillingsyster, Carla Jeffery, som även hon är aktiv inom skådespelarbranschen.

## Filmografi (i urval)

### Film
- 2014 – Cloud 9

### TV-serier
- 2006 – It's Always Sunny in Philadelphia (TV-serie)
- 2007 – Heroes (TV-serie)
- 2009 – Bones (TV-serie)
- 2011–2013 – A.N.T. – Avancerad Ny Talang (TV-serie)
- 2014 – Kickin' It (TV-serie)